# Anarmani
Anarmani (nep. बिर्तामोड) – gaun wikas samiti we wschodniej części Nepalu w strefie Meći w dystrykcie Jhapa. Według nepalskiego spisu powszechnego z 2001 roku liczył on 5899 gospodarstw domowych i 27762 mieszkańców (13543 kobiet i 14219 mężczyzn).